# Camillo Sitte
Camillo Sitte (Wenen, 17 april 1843 – aldaar, 16 november 1903) was een Oostenrijks architect, kunstschilder en auteur die internationaal vooral bekendheid kreeg als stedenbouwkundig theoreticus met zijn in 1889 gepubliceerde boek Der Städtebau nach seinen künstlerischen Grundsätzen, een van de eerste uiteenzettingen over stedenbouw.

## Biografie

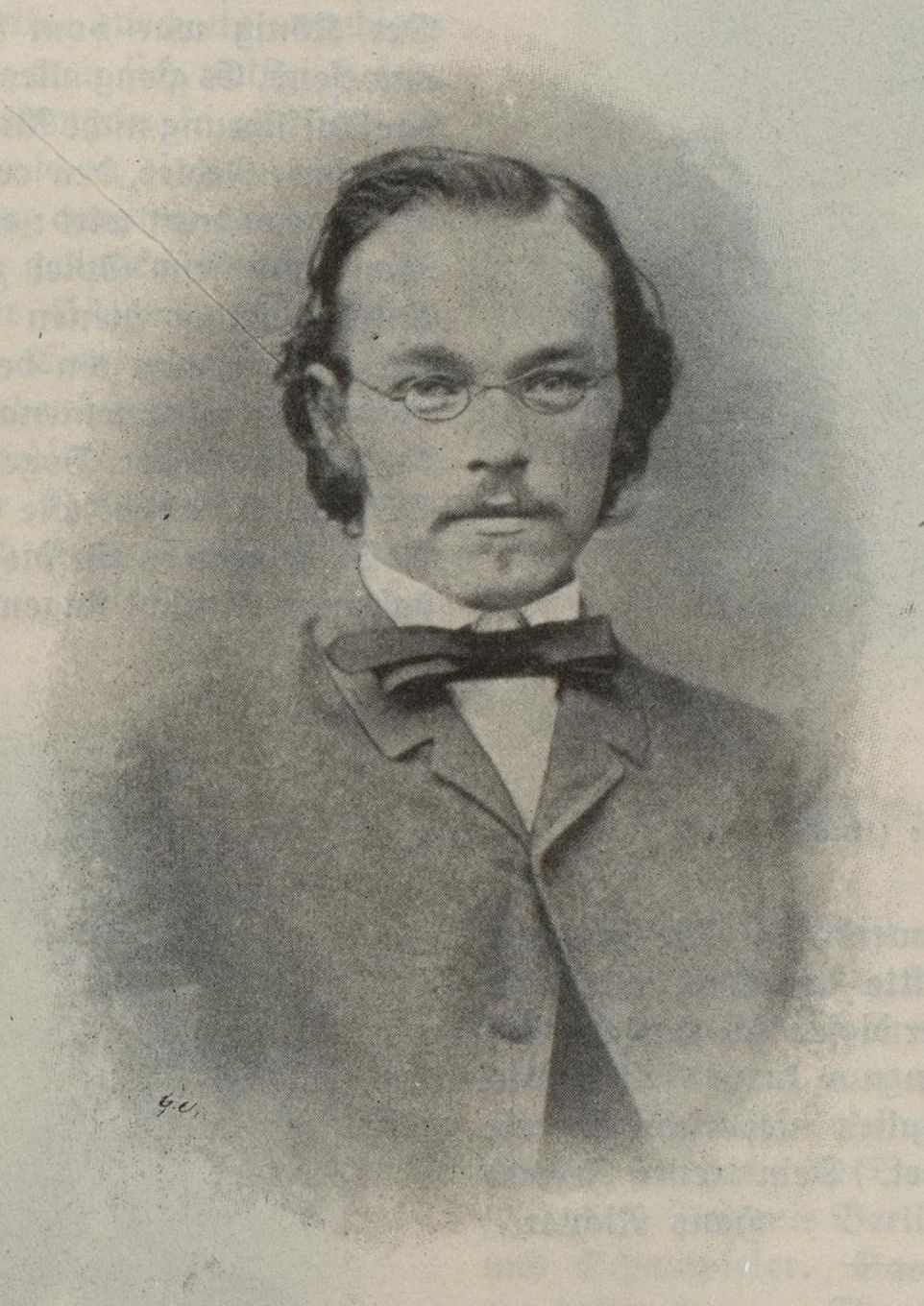
Sitte in ca. 1867

Camillo Sitte werd geboren als enige zoon van een migrantenechtpaar uit de Kroonlanden; zijn vader Franz Sitte was afkomstig uit Noord-Bohemen, zijn moeder Theresia Schabes uit het Waldviertel. Franz had stage gelopen bij architect Peter von Nobile, directeur van de bouwschool van de Kunstacademie, en werkte vervolgens aan diverse projecten, waaronder in de uitvoer en het decoreren van ontwerpen van Johann Georg Müller. Camillo assisteerde zijn vader mogelijk tussen 1860 en 1873.
In 1863 startte Camillo aan het Polytechnisches Institut in Wenen waar hij les kreeg van onder meer Heinrich von Ferstel. Ook studeerde hij aan de Universiteit van Wenen, waar hij colleges over archeologie en kunstgeschiedenis volgde. Waarschijnlijk heeft vooral Rudolf Eitelberger zijn interesse gewekt voor stedenbouw. Eitelberger was betrokken geweest bij het ontwerp van de Ringstraße in Wenen. Sitte studeerde ook medicijnen en anatomie. Daarnaast tekende en schilderde hij. Na zijn studie maakte hij reizen door Duitsland en Italië. Vanaf 1869 schreef Sitte in verschillende dagbladen.

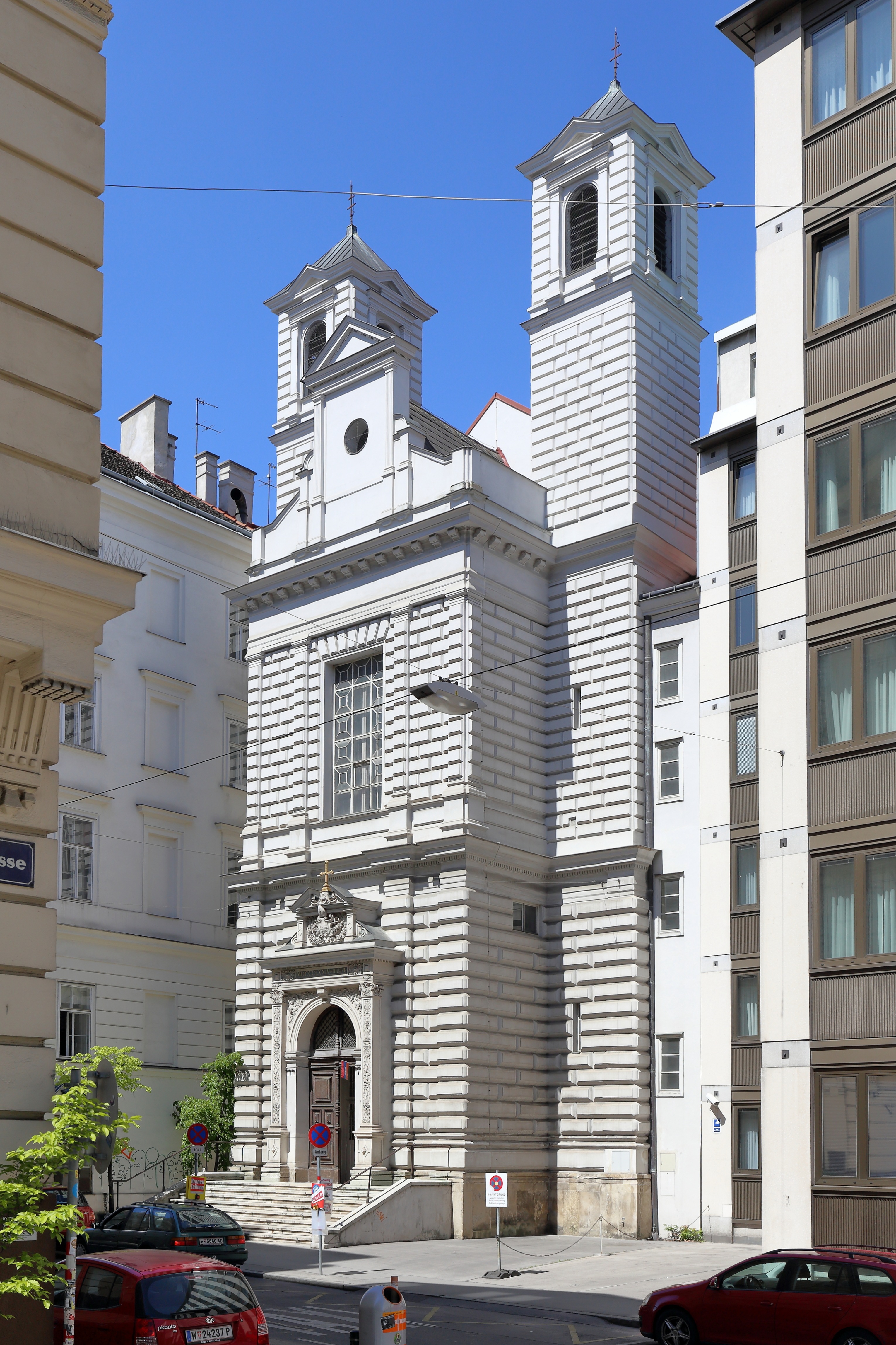
Mechitaristenkerk in Wenen

In 1873 ging Sitte als onafhankelijk architect aan de slag, toen hij het ontwerp van de Mechitharistenkirche in Wenen overnam van zijn vader, die het bijbehorende klooster in de stijl van de neorenaissance had vernieuwd. In 1875 trad hij op aanraden van Eitelberger in dienst van de Salzburger Staatsgewerbeschule, een nieuw instituut dat voorzag in marktgericht kunstonderwijs. Hier maakte hij kennis met de "kunsteconomie", oftewel de financiële waarde van schoonheid. In 1883 startte Sitte in Wenen een vergelijkbare school. Het concept van beide scholen was vergelijkbaar met het Red House in Londen van William Morris.
Na de publicatie van zijn boek Der Städtebau nach seinen künstlerischen Grundsätzen in 1889 schreef hij diverse artikelen. Daarnaast werd hij voor verschillende middelgrote steden gevraagd een ontwerp te maken, veelal voor uitbreidingswijken. In 1894 solliciteerde hij naar het hoogleraarschap architectuur aan de Kunstacademie, dat echter tot zijn teleurstelling werd vergeven aan Otto Wagner. Vlak voor zijn dood hielp Sitte bij de oprichting van het blad Der Städtebau.
In november 1903 kreeg Sitte een beroerte, waaraan hij enkele dagen later overleed. Hij werd begraven op het Weense Zentralfriedhof.

## Stedenbouwkundige visie

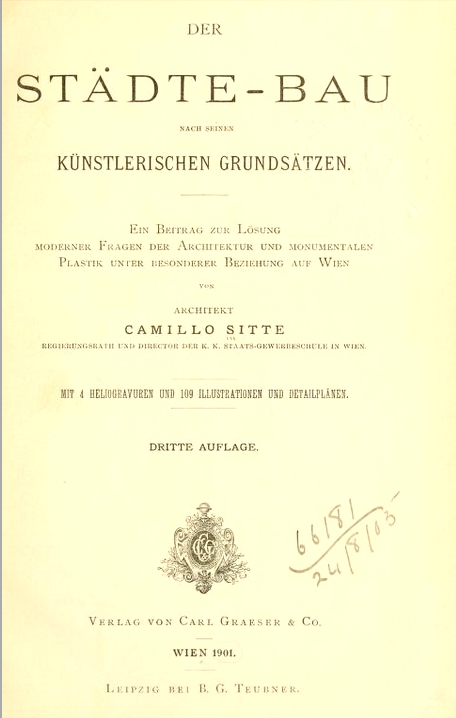
Voorblad van de derde druk van Der Städtebau nach seinen künstlerischen Grundsätzen

### Context
Sitte begon zijn studie in de tweede helft van de 19e eeuw, de tijd dat in West-Europa grote stadsuitbreidingen en -vernieuwingen plaatsvonden. De steden kenden na de Industriële revolutie grote problemen met betrekking tot woonruimte en hygiëne en waren slecht toegankelijk voor nieuwe wijzen van transport. In 1854 werd in opdracht van president Napoleon III begonnen met de aanleg van de boulevards in Parijs naar ontwerp van Georges-Eugène Haussmann. In Barcelona werd in 1860 het functioneel ingerichte plan van ingenieur Ildefons Cerda gekozen voor de uitbreiding: de Eixample. Reinhard Baumeister (1833-1917) stelde functionele uitgangspunten en standaarden op voor Berlijnse stadsuitbreidingen. Ook de eerdergenoemde Ringstraße in Wenen, die in 1865 was geopend, past in deze rij van ontwikkelingen.

### Studie, conclusies en opvattingen
De monotonie in de nieuwe steden zorgde al snel voor negatieve reacties. Nadat hij als docent in Salzburg had kennisgemaakt met de kunsteconomie, schreef Sitte in het Neues Wiener Tagblatt over de economische voordelen van de aantrekkelijkheid van stedelijke ruimtes. Dit bracht hem tot de opvatting dat een stadsontwerp niet alleen een functionele, maar ook een artistieke basis dient te hebben. In Der Städtebau nach seinen künstlerischen Grundsätzen (1889) uitte hij deze kritiek op de moderne stedenbouw. Hij erkende dat het goed was dat de problemen in de oude steden werden aangepakt, maar vond het bezwaarlijk dat de esthetiek met de rationalistische keuzes verloren ging of als onderschikt belang werd gezien. Hij zocht uitgangspunten voor de schoonheid in de vormgeving van de stadsplattegrond: de stedelijke ruimtes gevormd door de bouwblokken en de plaatsing van belangrijke gebouwen daarin.
Allereerst bestudeert hij in zijn boek door middel van tekeningen en beschrijvingen stedelijke ruimten, ontstaan in de middeleeuwen en in mindere mate ook de renaissance en barok. Meer specifiek onderzoekt hij de plaatsing van belangrijke gebouwen zoals kerken en kathedralen in de stedelijke ruimte eromheen.
Naar aanleiding van deze stedenbouwkundige analyses komt hij onder meer tot de conclusie dat de aantrekkelijkheid van de steden uit die tijd door gebogen lijnen en onregelmatigheid in het stratenpatroon wordt bereikt. Met rechte wegen kan naar zijn mening wel monumentaliteit bereikt worden, maar dat moet slechts een deel zijn van een groter ontwerp. In een apart gedeelte behandelt hij het groen in de stad, waarin hij zich onder meer kritisch uitlaat over de beplanting in boulevards: de bomen als laanbeplanting verdekken de architectuur erachter en komen volgens hem veel beter tot hun recht in parken.
Zijn kritiek ging in op esthetiek, maar ook op functionaliteit. Zo bekritiseerde hij de gridstructuur vanwege het grote aantal kruispunten. Vaak benaderde hij de stad echter vanuit de beleving. Het feit dat pleinen niet werden ontworpen vanuit de ruimte en aanliggende gevels, maar vanuit het verkeer, was hem een doorn in het oog. Hij stelde het zogenoemde turbineplein voor, waar een meer afgesloten ruimte ontstaat doordat de wegen niet recht over het plein doorlopen en de pleinwanden de ruimte zo beter kunnen opvangen. Het verkeer kon desondanks gewoon doorstromen. Op de stervormige pleinen op kruispunten van boulevards, waarvan Sitte het Place Charles de Gaulle als voorbeeld geeft, waren maatregelen aangebracht om de voetganger een veilige plaats te midden van het razende verkeer te bieden. Hij beschouwde deze vluchtheuvels cynisch als het toppunt van de moderne stedenbouw.
In zijn kritiek op het grid noemt hij het Duitse Mannheim en spreekt hij over het verdwijnen van het laatste restje poëzie in de Amerikaanse gridsteden waar de straatnamen plaats maakten voor straatnummers. Hij pleitte voor meer 'schilderachtige' ruimtes, waarvoor de ontwerper dient na te denken over stadsbeeld, zichtlijnen en oriëntatie. Sitte benaderde de stad als een gesamtkunstwerk waarin de positie van sub- of objecten daarin ten opzichte van het geheel voorop staat, zowel in functioneel als esthetisch opzicht.
Sittes visie was niet het kopiëren van oude steden. Hij was zich er terdege van bewust dat die zich door de eeuwen heen hadden ontwikkeld en niet door een overkoepelende planning tot stand waren gekomen. Deze spontaniteit en willekeur konden volgens hem niet door middel van een ontwerp worden verkregen, en zouden bovendien niet hetzelfde schilderachtige effect hebben als de oude steden. Sitte zocht echter naar de essenties, zodat deze konden worden vertaald in de moderne stad die tot dan toe erg steriel werd ontworpen.

### Invloed van Sitte
Sitte was stad- en tijdgenoot van Otto Wagner, die onder meer het Weense stadsspoornet ontwierp. Beiden lieten zich kritisch uit over de Weense Ringstraße, maar op vrijwel tegenovergestelde wijze. Historicus Carl Emil Schorske noemde Sitte in dit opzicht de romantische archaïst (iemand die teruggrijpt naar vroegere tijden) en Wagner de rationele functionalist. Wagner had met zijn moderne visie destijds meer invloed dan Sitte.
Sittes boek werd desondanks een bekend en belangrijk werk in de stedebouw en wordt tot standaardwerk in de stedebouwopleidingen gerekend. Architect en stedenbouwkundige Hermann-Josef Stübben verschilde over diverse zaken van mening met Sitte, maar vond hem op het punt van differentiatie in stedelijke ruimten door middel van gevelverspringingen en pleinen. Een jaar na Sitte publiceerde ook hij een boek, het handboek Der Städtebau im Handbuch der Architektur, waarin de invloed van Sitte zichtbaar is. In de tweede editie van Stübbens werk (1907) refereert hij met betrekking tot pleinruimtes expliciet naar Sittes werk.
In Nederland had Sitte onder meer invloed op Karel de Bazel, Johan Rückert en Hendrik Petrus Berlage. Berlage schreef hierover in 1892. Hij deelde de visie dat de stad naast functioneel ook artistiek diende te zijn; hij streefde naar esthetische normering in de woning- en stedenbouw en pleitte voor het ontwerpen vanuit het stadsbeeld in plaats van vanuit het stratenpatroon. Berlage had overigens ook kritiek op Sitte (zie volgende kopje).
Ook in de tuinsteden werden uitgangspunten van Sitte toegepast. Letchworth (1903) van Raymond Unwin wordt hiervan als voorbeeld gegeven, en hoewel Unwin zich later inderdaad sterk liet beïnvloeden door Sitte, merkte hij op dat hij Sittes boek nog niet had gelezen op het moment dat hij Letchworth ontwierp. J.A. Mulock Houwer liet zich voor het uitbreidingsplan van Groningen, het Plan van Uitleg (1903), inspireren door Sitte. In het picturale stadsontwerp van onder meer Jos Klijnen en de traditionalistische Marinus Jan Granpré Molière en Pieter Verhagen is Sittes visie ook te herkennen.
In de 21e eeuw komt Sittes visie deels tot uiting in historiserende stedenbouw zoals in de Helmondse woonwijk Brandevoort.

### Kritiek op Sitte
In de eerste decennia van de 20e eeuw refereerde Berlage meerdere keren aan Sittes werk, waarvoor hij veel respect had en wat hij in zijn ontwerpen gebruikte. Toch had hij inhoudelijk wel een en ander op het onderzoek en de conclusies aan te merken. In 1912 bekritiseerde hij het boek met betrekking op ervaringen die hij had opgedaan in de Verenigde Staten. Berlage vond met name dat Sitte te veel de nadruk had gelegd op het onregelmatige. Volgens Berlage lag de kwaliteit van een stad in de combinatie van het stadsplan en de architectuur, en waren er voorbeelden van gridsteden die aantrekkelijker waren dan "het bewust zoogenaamd schilderachtig, onregelmatig gedoe der stadsplannen van den laatsten tijd." De hoge bebouwing in het geplande, strakke grid in Manhattan in New York vindt hij bovendien meer in harmonie met de straat dan in het ongeplande Lower Manhattan. Sitte had Berlage geïnspireerd met zijn zoektocht naar de kern van de schoonheid in de middeleeuwse steden, maar Berlage stelde duidelijk dat hij niet wilde blijven hangen in het verlangen naar de oude Europese stad. Later gaf Berlage tevens een toelichting op de achtergronden van de verschillende tijdperken waaruit de verschillende stadsgezichten hun vorm hadden gekregen. Volgens hem was na de Franse Revolutie een "artistieke anarchie" ontstaan, waardoor het teruggrijpen naar de schilderachtige middeleeuwen een logische reactie was. Berlage merkte echter op dat de barokke stad betere voorbeelden te bieden had voor de moderne stedenbouw.
Sittes boek werd lange tijd afgedaan als een hunkering naar het verleden. Vanuit het modernisme stuitte het op veel weerstand, vooral uit functionalistische hoek, waar pure vormen en materialen de functie volgden of dienden. Architect Le Corbusier schreef het werk simpelweg af als propaganda voor de kromme, pittoreske straat, wat door velen werd aan- en overgenomen. CIAM-secretaris Sigfried Giedion bestempelde Sitte als een Middeleeuwse troubadour. Het boek werd hiermee geruime tijd als conservatief en daarmee onbelangrijk weggezet, terwijl de 'wetenschap van de esthetiek' gebaseerd op de bestudering van oude stadspleinen veelal uit het oog werd verloren.

## Ontwerpen

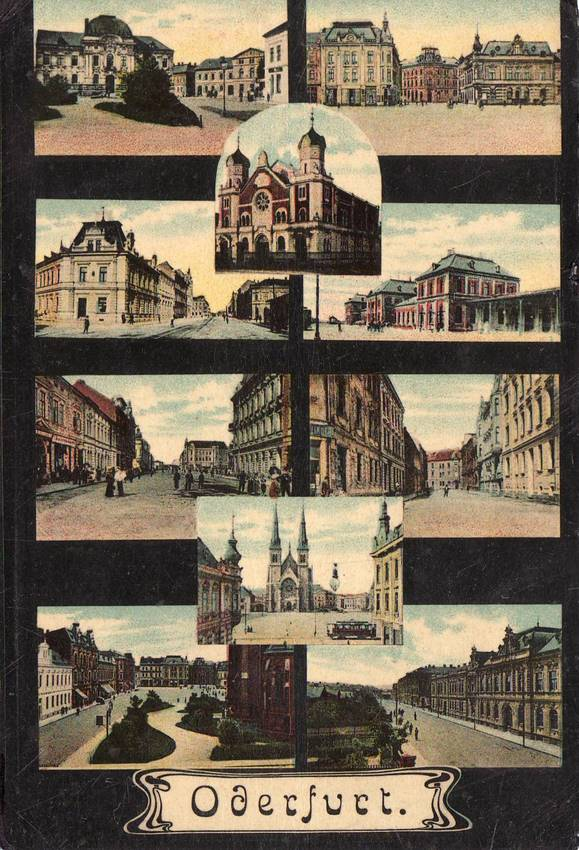
Ansichtkaart van Přívoz (Oderfurt), Ostrava (1914)

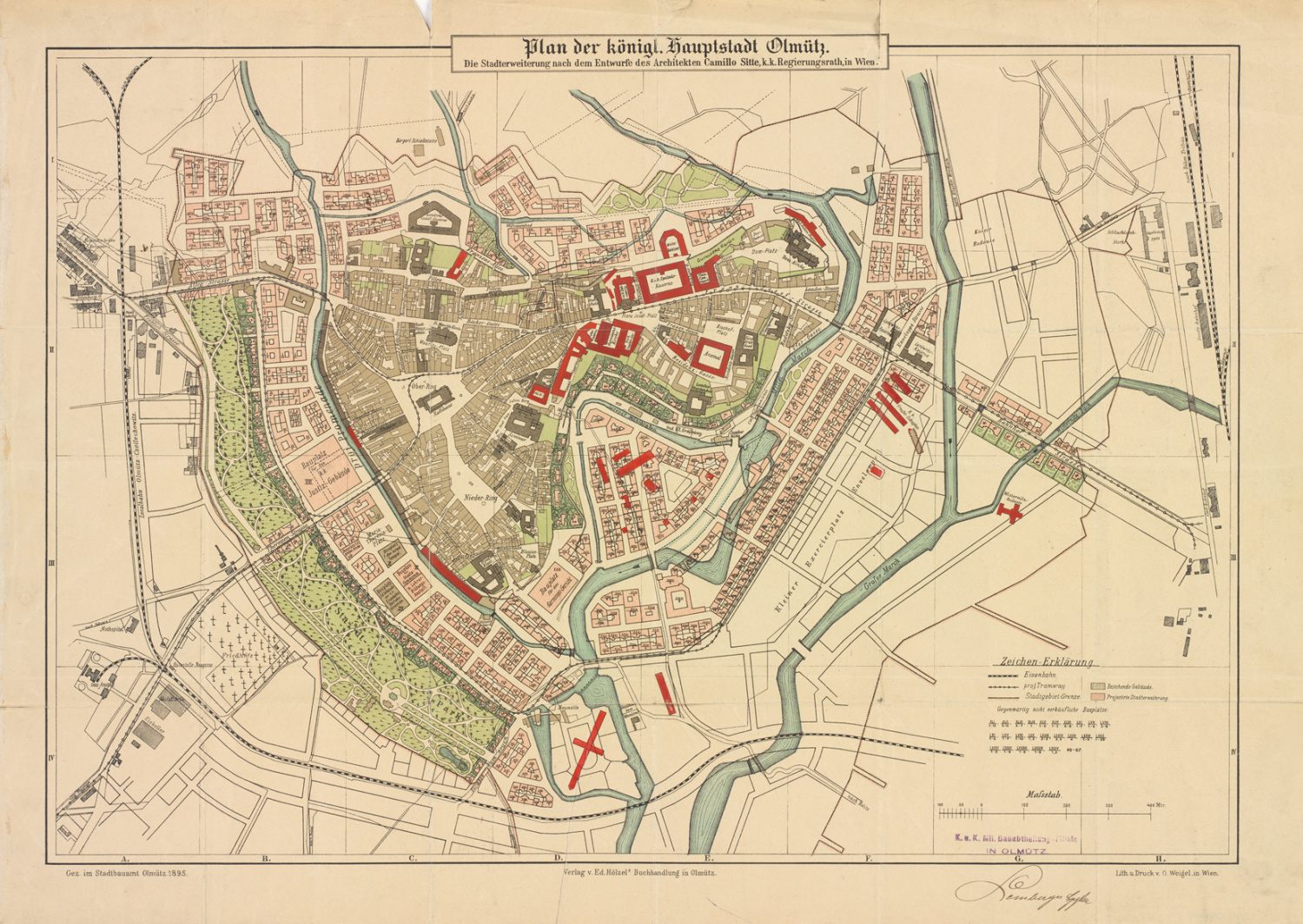
Uitbreidingsplan voor Olomouc

Van een gedeelte van de volgende plannen zijn geen tekeningen bekend maar wordt wel gesteld dat Sitte er aan gewerkt heeft. De eerste naam is de huidige naamgeving van de plaats, een naam tussen haakjes is de Duitse naam.
- Bielsko-Biała (Bielitz-Biala), Silezië - uitbreidingsplan
- Cieszyn - Český Těšín (Teschen), Silezië (1891-1892) - uitbreidingsplan
- Dubí (Eichwald), Bohemen (1900) - uitbreidingsplan[33]
- Liberec (Reichenberg), Bohemen (1895-1901) - uitbreidingsplan
- Ljubljana (Laibach), Slovenië - stedenbouwkundig plan voor een stadsuitbreiding.
 Camillo Sitte werd in eerste instantie gekozen als stedenbouwkundige, maar uiteindelijk werden vooral de ideeën van de Weense architect en stedenbouwkundige Max Fabiani toegepast. Deze had op eigen initiatief een moderner plan ingediend.[34]
- Neurenberg, Duitsland - advies bij de herontwikkeling van de Königstrasse
- Olomouc (Olmütz), Moravië (1894-1899) - uitbreidingsplan
- Ostrava (Ostrau), Moravië & Silezië
  - Moravská Ostrava (Mährisch Ostrau) (1897)
    - Přívoz (Oderfurt) (1894) - uitbreidingsplan met kerkplein en stadhuis.
Dit plan werd gerealiseerd en wordt tot zijn belangrijkste werken gerekend.
    - Mariánské Hory (Marienberg), (1903)

  - Polská Ostrava (Polnisch Ostrau) (1897)
    - Hrušov (Hruschau) (1893) - uitbreiding
- Teplice-Šanov (Teplitz-Schönau), Bohemen - deelplan voor een gebied buiten de stad
- Timișoara (Temesvár), Hongarije (1880-1890) - klein deelplan[35] en de parochiekerk van de H. Catharina[36]
- Venetië, Italië - advies voor inpassing van een tramlijn
- Wenen, Oostenrijk (v.a. 1873) - Mechitaristenkerk.

- Bibliothèque nationale de France: cb122995811 (data)
- Catàleg d'autoritats de noms i títols de Catalunya: 981058513693706706
- CiNii: DA01246924
- Gemeinsame Normdatei: 118797441
- International Standard Name Identifier: 0000 0001 2101 3159
- Library of Congress Control Number: n84142508
- Nationale Bibliotheek van Letland: 000228878
- Bibliotheek van het Japanse parlement: 00456740
- Nationale Bibliotheek van Tsjechië: jn19990008003
- Nationale Bibliotheek van Israël: 987007279355105171
- Nederlandse Thesaurus van Auteursnamen: 071287957
- RKD-Nederlands Instituut voor Kunstgeschiedenis: 330213
- SNAC: w6n32r69
- Système universitaire de documentation: 031859623
- Trove: 976587
- Union List of Artist Names: 500004464
- Virtual International Authority File: 51754551
- WorldCat: E39PBJtMp9CgHYrr9qkVRj3YT3